# Megyeri Zoltán
Megyeri Zoltán (Budapest, 1964. május 19. –) Aase-díjas magyar színész, rendező.

## Életpályája
Szülei Megyeri György és Fazekas Ilona. 1983–1987 között a Színház- és Filmművészeti Főiskola színész szakán tanult Horvai István osztályában. 1987–1990 között az egri Gárdonyi Géza Színház tagja volt. 1990–1999 között a nyíregyházi Móricz Zsigmond Színházban színész-rendezője volt, 1999–2000 között a zalaegerszegi Hevesi Sándor Színház színésze és rendezője volt. 2001 óta a Szegedi Nemzeti Színház színésze és rendezője. 2004-ben Hrabovszky Andrással megalapította a Megyeri Károly Vándorszínházat. 2014-től a Tatabányai Jászai Mari Színház tagja.
Rendezett már többek közt Debrecenben, Békéscsabán, Székesfehérváron, Nyíregyházán, Zalaegerszegen, Székelyudvarhelyen, Szabadkán, Veresegyházon és Kassán is.

## Magánélete
1994-ben házasságot kötött Perjési Hilda színésznővel. Egy fiuk született: Marcell (1995).

## Színházi munkái
A Színházi Adattárban regisztrált bemutatóinak száma: szerzőként: 1; rendezőként: 18; színészként: 114;

### Szerzőként
- Végállomás (2000)

### Rendezőként
- Örkény István: Pisti a vérzivatarban (1994)
- Gogol: A revizor (1995)
- Jarry: Übü király (1995)
- Rákoss Péter: Mumus (1997)
- Török Tamás: Eltüsszentett birodalom (1997)
- Leisy–Eberhard: Alice (1999)
- Fazekas–Schwajda: Lúdas Matyi (1999)
- Brandon Thomas: Charley nénje (1999)
- Megyeri: Végállomás (2000)
- Eisemann Mihály: Fekete Péter (2000)
- Heltai Jenő: A tündérlaki lányok (2001)
- Stone/Wilder: Senki sem tökéletes, avagy nincs, aki hűvösen szereti (2001, 2009)
- Schwajda György: Himnusz (2004)
- Vajda Katalin: Anconai szerelmesek (2004)
- Schöntan: A szabin nők elrablása (2005)
- Szigligeti Ede: Liliomfi (2006)
- Nóti–Zágon: Hyppolit, a lakáj (2011)
- Quilter: Mr. és Mrs. (2011)
- Woody Allen: Semmi pánik (2016)

### Színészként
| - Gershwin: Vadnők - Rostand: Cyrano de Bergerac - Sütő András: Egy lócsiszár virágvasárnapja... Kallheim; Kunz - Knott: Várj, míg sötét lesz... 1. rendőr - Higgins: Maude és Harold... Kertész - Dosztojevszkij: A Karamazov testvérek... Aljosa - Wolff: Papírvirágok... Sneci - Csehov: Ványa bácsi... Cseléd - Beaumarchais: A Sevillai borbély avagy a hiábavaló elővigyázat... Fickó - Dumas: Kean, a színész... Titkár - Schwartz: Godspell... - Hasek: Svejk, egy derék katona kalandjai a hátországban... Dr. Grünstein - Beaumarchais: Figaro házassága... Chérubin - Thomas: Charley nénje... Charley Wykeham - Arthur Miller: Két hétfő emléke... Jerry - George Bernard Shaw: Pygmalion... Freddy - Carlo Goldoni: Két úr szolgája... Silvio - Tabarin: Veszedelmes levelek... - Osztrovszkij: Tehetségek és tisztelők... Vaszja - Friedrich Schiller: Haramiák... Herman - Szép Ernő: Május... Egy fiú - Füst Milán: A zongora... Klein - Katajev: Bolond vasárnap... Iván Sóvárgov - Tamási Áron: Ördögölő Józsiás... Bambucz - Erdman: A mandátum... Anatolij - Zerkovitz Béla: Csókos asszony... Ibolya Ede - Dosztojevszkij: Bűn és bűnhődés... Rogozsin - Eisemann Mihály: Miss Amerika... Jimmy - Gozzi: A szarvaskirály... Truffaldino - Thomas: Ébren álmunk erdejében... Tavi Szindbád - Hrabal: Szigorúan ellenőrzött vonatok... Fiú - Siposhegyi Péter: Trianoni emberek... Werth Henrik - Szigligeti Ede: Liliomfi... Szellemfi - Kompolthy Zsigmond: Egy cziffra nap... "Bercsényi gróf" - William Shakespeare: Titus Andronicus... Titus Andronicus - William Shakespeare: Ahogy tetszik... Silvius - Carlo Goldoni: Terecske... Lovag - Csehov: Cseresznyéskert... Lopahin - William Shakespeare: Rómeó és Júlia... Tybalt - Georges Feydeau: Bolha a fülbe... Carlos Homenides de Histangua; Augustin Ferraillon - Leigh: La Mancha lovagja... Pedro - Hrabal: Gyöngéd barbár... II. Mentős - Schwartz: Pippin... Pippin - Jókai Mór: Itt a vége, pedig milyen unalmas napnak indult... Lambert - Bertolt Brecht: Koldusopera... Leprás Mátyás - Móricz Zsigmond: Sári bíró... Jóska - Fodor–Lakatos: Kasszasiker avagy kapom a bankot... Boronkay György - Weiss: Jean-Paul Marat üldöztetése és meggyilkolása, ahogy a charentoni elmegyógyintézet színjátszói előadják de Sade úr betanításában... Kikiáltó - Fodor László: Érettségi... Varjas tanár - Szerb–Galambos: Utas és holdvilág... János - Shaw: Szent Johanna... Dunois - Stone: Senki sem tökéletes avagy nincs, aki hűvösen szereti... Dzso - Móricz-Venyige: Tündérkert... Báthory - Heltai Jenő: Szépek szépe... Dömötör - Ábrahám Pál: Bál a Savoyban... Musztafa bey | - Williams: A vágy villamosa... Stanley - Menken: Rémségek kicsiny boltja... - Szirmai Albert: Mágnás Miska... Pixi gróf - Molnár Ferenc: Úri divat... Fülöp úr - Petőfi-Szabó: A hóhér kötele... Andorlaki - Williams: Az ifjúság édes madara... Tom Junior - Pozsgai Zsolt: Merénylet a színpadon... Morvai - Tamási Áron: Énekes madár... Préda Máté - Anouilh: Eurüdike... Dulac - Dobozy Imre: A tizedes meg a többiek... Tizedes; Gáspár - Nagy Ignác: Tisztújítás... Dr. Langyos - Kusan: Galócza... Jovo Sztanyiszlavljevics Galócza - Miller: A salemi boszorkányok... Parris tiszteletes - Presser Gábor: A padlás... Révész - William Shakespeare: III. Richárd... - Fenyő Miklós: Made in Hungária... Jerry Lee Lewis - Rose: Tizenkét dühös ember... 7. esküdt - Luigi Pirandello: Hat szereplő szerzőt keres... A vezető színész - Mrozek: Emigránsok... XX - Zsolt Béla: Nemzeti drogéria... A házmester - Ödön von Horváth: Történetek a bécsi erdőből... Oskar - Friedrich Dürrenmatt–Schwajda: Pör a szamár árnyékáért... - Gorkij: Éjjeli menedékhely... Bubnov - Gábor Andor: Dollárpapa... Brenner - Bock: Hegedűs a háztetőn... Lázár Wolf - Egressy Zoltán: Reviczky... Tocsek - Csehov: Leánykérés... - Gogol: Leánynéző... - Bennett: Beszélő fejek... Graham - Burgess: Mechanikus narancs... Apa; Lelkész - Horváth Péter: Csaó bambinó... Laci - Molière: Tartuffe... Tartuffe - Darvasi László: Bolond Helga - egy város, ahol szeretik a mazsolát... Fleis - Miller: Pillantás a hídról... Marco - Carlo Goldoni: A kávéház... Trappola - Victor Hugo: Királyasszony lovagja (Ruy Blas)... Don Salustio de Bazan - Offenbach: Orfeusz az alvilágban... Styx Jankó - Karinthy-Konter: Minden ugyanúgy van... - Tabi László: Kabaré retro... - Verebes István: Üzenet... Molnár - Mrozek: Károly... Unoka - Kristóf Ágota: Szürkület, avagy az utolsó vendég... A férfi - Háy János: Vasárnapi ebéd... Laci bácsi - Vadnay-Hunyadi: Lovagias ügy... Milkó - Székely János: Mórok... Szerzetes - O'Neill: Boldogtalan hold... Phil Hogan - Eörsi: Sírkő és kakaó... Öregasszony - Ken Kesey: Kakukkfészek... McMurphy - Shakespeare: Vízkereszt... Böffen Toby - Csehov: Sirály... Szorin - Molière: Tartuffe... Orgon - Reza: Művészet... Iván - Shaffer: Black Comedy... Ezredes - Lázár Ervin: A kisfiú meg az oroszlánok... Bruckner Szigfrid - Slobodzianek: A mi osztályunk... Wladek - Rose: Tizenkét dühös ember... 3. esküdt |

## Filmjei
- Almási, avagy a másik gyilkos (1987)
- Itt a vége, pedig milyen unalmas napnak indult (1995)
- Szökés (1997)
- Kisváros (1997-1998)
- Előre! (2002)
- Szeress most! (2004-2005)
- Tűzvonalban (2010)
- Marslakók (2012)
- Munkaügyek (2012)
- Argo 2. (2014)
- Kossuthkifli (2015)
- Mellékhatás (2023)
- Angyaltrombiták (2023)
- Semmelweis (2023)

## Díjai, elismerései
- Ostar-díj (1996)[3]
- Móricz-gyűrű (1998)
- Makó Lajos-díj
- Aase-díj (2019)[4]